# 「彼」first love
『「彼」first love』（かれ ファースト・ラブ）は、宮坂香帆による日本の漫画作品。『少女コミック』（小学館）にて2002年3月号から2004年8月号まで連載されていた。2018年1月時点で累計発行部数は500万部を突破している。
作者の公式サイトによると、韓国・台湾・タイなどアジア各国、アメリカ・デンマーク・フランスなど欧米諸国でも各国語で出版されている。
前作「微熱少女」の最終話で主人公2人の後ろで花梨とユカが歩いているシーンが描かれており、本作の予告となっていた。

## あらすじ
女子高生・狩野花梨は、男子を何となく苦手に思っていたから女子校を選んだが、女子は女子で何かと煩わしいことが多かった。ある日通学バスの中で、近くの男子校に通う桐矢葵達に「メガネでおさげ髪」の地味な姿を揶揄される。
二度と会わない、会いたくないと思っていた花梨だったが、クラスメイトの石川ユカに安全パイとして無理やり参加させられた合コンでその桐矢と再会してしまう。ユカ達に馬鹿にされて自棄になった花梨は酒を飲んで倒れてしまう。目を覚ました花梨は桐矢の部屋にいた。そして桐矢は、眼鏡を外し髪を下ろした花梨に一目ぼれしてしまう。

## 登場人物
声はドラマCDのもの。
狩野 花梨（かりの かりん）
声 - 浅田葉子
本作の主人公。進学校の女子高に通う高校1年生。男子が苦手。当初は、眼鏡におさげの地味な容姿で性格も気弱だったが、桐矢との出会いで変化していく。実はカメラマンだった、桐矢の兄の作品のファンで、通学電車の中でも、彼の写真集を読むほど。父親は単身赴任中（後に帰宅）で、母親と姉の3人で暮らしている。タイトルの通り、桐矢が初恋。父親は初め桐谷を毛嫌いしていたが彼の事を知るにつれて信頼し花梨との仲を認めた。
桐矢 葵（きりや あおい）
声 - 関智一
花梨達が通う女子高の隣にある男子校に通う男子高校生。趣味はカメラで、カメラマンを目指している。当初は、花梨を面白半分でからかっていたが、眼鏡を外し髪を下ろした姿に一目惚れをして後に付き合い始める。会社社長の父親とは確執がある。最終的に花梨にプロポーズし高校卒業後に結婚する約束をした。
綾瀬 南里（あやせ なんり）
声 - 久川綾
花梨のクラスメイト。美人だが、クールでとっつきにくい。反面、自分の気持ちに正直で優しい。花梨が桐矢と交際を始めた頃から親しくなり、彼女をさり気なく助けてくれる。所帯持ちの男性と不倫していたが、後に別れた。
石川 ユカ（いしかわ ゆか）
花梨のクラスメイト。花梨を友人と言いつつ、実際は都合良く利用していた。合コンでも、桐矢を狙おうと花梨を利用したが、彼が花梨に惹かれている事に気づいて以来、彼女に嫌がらせをする様に。南里からの電話で、花梨を助けに来た桐矢に「あんたって、サイコーにイラつくんだよね。」と恫喝され、花梨を憎む。
宇佐美弘（うさみ ひろむ）
声 - 保志総一朗
桐矢の親友の1人。クールかつ落ち着いた性格で秀才。前作『微熱少女』の主人公の一人・ヒロの弟。
海老原トオル（えびはら トオル）
声 - 浪川大輔
桐矢の親友の1人。合コンが大好き。単純でお調子者。花梨を見くびっており、南里に想いを寄せている。
祥子（しょうこ）
桐矢の亡くなった兄の妻。夫が亡くなった事故が原因で、桐矢がカメラマンを志すことには反対していたが、彼が遺した作品を見て考え直す。
実は、花梨たちが通う女子高の卒業生だった。

## 書誌情報

### 単行本
- 宮坂香帆『「彼」first love』小学館〈少コミフラワーコミックス〉、全10巻
  1. 2002年7月26日発売、ISBN 4-09-137064-0
  2. 2002年10月26日発売、ISBN 4-09-137065-9
  3. 2003年1月25日発売、ISBN 4-09-137066-7
  4. 2003年4月24日発売、ISBN 4-09-137067-5
  5. 2003年7月26日発売、ISBN 4-09-137068-3
  6. 2003年10月25日発売、ISBN 4-09-137069-1
  7. 2004年2月26日発売、ISBN 4-09-137070-5
  8. 2004年6月25日発売、ISBN 4-09-137868-4
  9. 2004年9月24日発売、ISBN 4-09-137869-2
  10. 2004年12月20日発売、ISBN 4-09-137870-6

### 文庫版
- 宮坂香帆『「彼」first love』小学館〈小学館文庫〉、全5巻
  1. 2008年7月15日発売、ISBN 978-4-09-191669-3
  2. 2008年7月15日発売、ISBN 978-4-09-191670-9
  3. 2008年8月12日発売、ISBN 978-4-09-191841-3
  4. 2008年8月12日発売、ISBN 978-4-09-191842-0
  5. 2008年9月13日発売、ISBN 978-4-09-191843-7

### 小説
- 宮坂香帆（原作・イラスト）・高橋ななを（著）『「彼」first love : 約束のkiss』小学館〈パレット文庫〉、2006年4月発売、ISBN 4-09-421248-5